# تايس أراوخو
تاييس بيانكا غاما دي أراوخو (بالبرتغالية: Taís Bianca Gama de Araújo‏) هي ممثلة ومذيعة وعارضة أزياء برازيلية ولدت في يوم 25 نوفمبر 1978 في مدينة ريو دي جانيرو في البرازيل، بدأت التمثيل في مسلسلات التيلونوفيلا البرازيلية، بدأت التمثيل في سنة 1996، مثلت في مسلسل ظلال الخطيئة في 2004 ومسلسل أفاعي وسحالي في سنة 2006، وفي 2009 مثلت دور البطولة في مسلسل عش الحياة حيث أصبحت أول امرأة سوداء تمثل دور البطولة في مسلسل تيلونوفيلا، في سنة 2012 مثلت دور البطولة في مسلسل فتيات متألقات، في 2014 مثلت في مسلسل جيل البرازيل، تايس متزوجة من الممثل لازارو راموس منذ سنة 2005 ولها إبنين منه.

## وصلات خارجية
- تايس أراوخو على موقع IMDb (الإنجليزية)
- تايس أراوخو على موقع ألو سيني (الفرنسية)
- تايس أراوخو على موقع قاعدة بيانات الفيلم (الإنجليزية)
- تايس أراوخو على موقع كينوبويسك (الروسية)

- تايس أراوخو على قاعدة بيانات الأفلام على الإنترنت